# USS Gilligan (DE-508)
USS Gilligan (DE-508) là một tàu hộ tống khu trục lớp John C. Butler từng phục vụ cùng Hải quân Hoa Kỳ trong Chiến tranh Thế giới thứ hai. Nó là chiếc tàu chiến duy nhất của Hải quân Hoa Kỳ được đặt cái tên này, theo tên Binh nhì Thủy quân Lục chiến John Joseph Gilligan Jr. (1923–1942), người từng phục vụ cùng Tiểu đoàn 1 Biệt kích Thủy quân Lục chiến trong Chiến dịch Guadalcanal, đã tử thương tại Tulagi vào ngày 8 tháng 8, 1942 và được truy tặng Huân chương Ngôi sao Bạc. Nó đã phục vụ trong suốt Thế chiến II, được cho ngừng hoạt động sau khi xung đột chấm dứt vào năm 1946, rồi được huy động trở lại để tiếp tục phục vụ trong giai đoạn Chiến tranh Lạnh từ năm 1950 đến năm 1959. Con tàu cuối cùng bị bán để tháo dỡ vào năm 1973. Gilligan được tặng thưởng một Ngôi sao Chiến trận do thành tích phục vụ trong Thế Chiến II.

## Thiết kế và chế tạo
Lớp John C. Butler được thiết kế nhằm đáp ứng nhu cầu một số lượng lớn nhưng rẻ tiền của một kiểu tàu hộ tống chống tàu ngầm để hộ tống các đoàn tàu vận tải vượt đại dương. Chúng có chiều dài chung 306 foot (93,3 m), mạn tàu rộng 36 foot 10 inch (11,2 m) và mớn nước 13 foot 4 inch (4,1 m), trọng lượng choán nước tiêu chuẩn 1.350 tấn Anh (1.372 t), và lên đến 1.745 tấn Anh (1.773 t) khi đầy tải, với một thủy thủ đoàn bao gồm 14 sĩ quan và 201 thủy thủ. Con tàu được vận hành bởi hai turbine hơi nước hộp số Westinghouse; hơi nước được cung cấp bởi hai nồi hơi "D" Express, tạo ra công suất 12.000 mã lực càng (8.900 kW) và cho phép đạt được tốc độ tối đa 24 hải lý trên giờ (44 km/h; 28 mph). Nó có tầm hoạt động 6.000 hải lý (11.000 km; 6.900 mi) ở tốc độ đường trường 12 hải lý trên giờ (22 km/h; 14 mph).
Dàn vũ khí chính bao gồm hai tháp pháo 5-inch/38 caliber đa dụng nòng đơn, được dẫn đường bởi hệ thống điều khiển hỏa lực Mark 51; vũ khí phòng không gồm hai khẩu đội Bofors 40 mm L/60 nòng đôi và mười khẩu Oerlikon 20 mm nòng đơn cũng được dẫn đường bởi hệ thống Mark 51. Ngoài ba ống phóng ngư lôi 21 inch (533 mm), vũ khí chống ngầm bao gồm hai đường ray thả mìn sâu, tám máy phóng mìn sâu K-gun cùng một dàn súng cối chống ngầm Hedgehog. Con tàu được trang bị sonar kiểu QC, radar dò tìm mặt biển SL và radar dò tìm không trung SA.
Gilligan được đặt lườn tại xưởng tàu của hãng Federal Shipbuilding and Dry Dock Company ở Newark, New Jersey vào ngày 18 tháng 11, 1943. Nó được hạ thủy vào ngày 22 tháng 2, 1944, được đỡ đầu bởi bà John J. Gilligan, mẹ của Binh nhì Gilligan, và được cho nhập biên chế cùng Hải quân Hoa Kỳ vào ngày 12 tháng 5, 1944 dưới quyền chỉ huy của Hạm trưởng, Thiếu tá Hải quân Carl Edward Bull.

## Lịch sử hoạt động

### Thế Chiến II
Sau khi hoàn tất việc chạy thử máy huấn luyện tại khu vực Bermuda và sửa chữa sau chạy thử máy, Gilligan hộ tống một tàu chở quân đi từ New York đến Maine, rồi chuẩn bị để được điều động sang khu vực Mặt trận Thái Bình Dương. Nó khởi hành từ Norfolk, Virginia vào ngày 5 tháng 8, 1944 để hộ tống một tàu đổ bộ LSD đi sang vùng biển Hawaii, đến Trân Châu Cảng vào ngày 30 tháng 8. Sau một giai đoạn thực hành huấn luyện, nó lên đường vào ngày 29 tháng 9 hộ tống một đoàn tàu buôn đi Eniwetok, rồi đi đến Majuro vào ngày 13 tháng 10. Trong giai đoạn từ ngày 16 đến ngày 27 tháng 10, nó hộ tống các tàu buôn đi sang Kwajalein, tiến hành bắn phá các đảo Mille và Jaluit, và đánh chìm một thuyền buồm Nhật Bản trước khi quay trở lại Majuro.
Lên đường vào ngày 1 tháng 11, Gilligan hộ tống một đoàn tàu buôn đi sang Eniwetok và Saipan, trước khi đi đến Ulithi vào ngày 17 tháng 11. Ba ngày sau đó, tàu tiếp dầu Mississinewa (AO-59) đang vận chuyển 17.000 m3 (4.500.000 gal Mỹ) nhiên liệu các loại và đang neo đậu trong vũng biển Ulithi, đã trúng ngư lôi cảm tử Kaiten và nổ tung khiến 63 người thiệt mạng. Ngay sau đó Gilligan phát hiện một chiếc tàu ngầm bỏ túi Nhật Bản di chuyển gần bên cạnh; nó đã thả mìn sâu để tấn công và có thể gây hư hại cho chiếc tàu ngầm đối phương. Trong ngày hôm đó tàu khu trục Case (DD-370) đã húc và đánh chìm một chiếc khác bên ngoài cảng, và máy bay tuần tra Thủy quân Lục chiến đã tiêu diệt thêm một tàu ngầm thứ ba.
Khởi hành vào ngày 4 tháng 12 để hộ tống một đoàn tàu vận tải đi sang đảo Manus, Gilligan hoạt động tuần tra ngoài khơi đảo Bougainville cho đến ngày 31 tháng 12, khi nó lên đường hộ tống các tàu chở quân hướng sang vịnh Lingayen, Philippines, đến nơi vào đúng ngày mở đầu của Trận Luzon 9 tháng 1, 1945. Cho dù phải chịu đựng các đợt không kích tự sát liên tục của đối phương, nó đã hỗ trợ cho cuộc tấn công và tuần tra bảo vệ cho Lực lượng Đặc nhiệm 79 dưới quyền Phó đô đốc Theodore Stark Wilkinson. Đến ngày 12 tháng 1, một máy bay Kamikaze đã đâm trúng khẩu đội Bofors 40 mm số 2 phía giữa tàu, gây hư hại nặng và khiến 12 người tử trận cùng 13 người khác bị thương. Các nỗ lực kiểm soát hư hỏng đã giúp con tàu tiếp tục hoạt động, và nó đi đến Leyte vào ngày 17 tháng 1 để sửa chữa tạm thời, rồi quay trở về Trân Châu Cảng vào ngày 21 tháng 2 để đại tu.
Rời vùng biển Hawaii vào ngày 29 tháng 3, Gilligan hộ tống bảo vệ một đoàn tàu vận tải hướng sang quần đảo Ryūkyū, đi đến ngoài khơi các bãi đổ bộ phía Tây Okinawa vào ngày 17 tháng 4, rồi hoạt động tuần tra chống tàu ngầm và phòng không chung quanh khu vực vận chuyển. Phía Nhật Bản giờ đây sử dụng mọi hình thức tấn công tự sát sẵn có: máy bay, ngư lôi có người lái, xuồng máy hay người nhái, để tấn công lực lượng đổ bộ. Trong giai đoạn này, con tàu đã bắn rơi ít nhất năm máy bay Kamikaze, và đã suýt chịu thảm họa vào ngày 27 tháng 5 khi trúng một ngư lôi ném từ máy bay ném bom-ngư lôi, nhưng may mắn khi quả ngư lôi bị tịt ngòi. Con tàu quay trở về Ulithi vào ngày 25 tháng 6, rồi lại lên đường vào ngày 6 tháng 7 để làm nhiệm vụ hộ tống vận tải tại Leyte và Hollandia, và sau đó đi đến Manila để phục vụ cùng Tiền phương biển Philippine cho đến khi Nhật Bản chấp nhận đầu hàng vào ngày 15 tháng 8, giúp chấm dứt vĩnh viễn cuộc xung đột.
Lên đường vào ngày 16 tháng 8, Gilligan hộ tống một đoàn tàu vận tải đi sang Okinawa, và quay trở về Manila vào ngày 27 tháng 8. Nó lại có một chuyến đi tương tự từ ngày 29 tháng 8 đến ngày 25 tháng 9. Nó rời Manila vào ngày 5 tháng 11 để quay trở về Hoa Kỳ, đi đến San Pedro, Los Angeles vào ngày 26 tháng 11, nơi nó được đại tu trước khi được kéo đến San Diego, California vào ngày 14 tháng 4, 1946. Con tàu được cho xuất biên chế vào ngày 2 tháng 7, 1946 và được đưa về Hạm đội Dự bị Thái Bình Dương.

### 1950 - 1959
Sau khi cuộc Chiến tranh Triều Tiên bùng nổ vào tháng 6, 1950, Gilligan được cho tái biên chế trở lại tại Seattle, Washington vào ngày 15 tháng 7, 1950, và hoạt động trong vai trò tàu huấn luyện cho nhân sự Hải quân Dự bị Hoa Kỳ tại khu vực Tây Bắc Thái Bình Dương. Nó từng thực hiện những chuyến đi thực hành huấn luyện đến Acapulco, Mexico, khu vực kênh đào Panama và Alaska, cùng hai chuyến sang vùng biển Hawaii. Con tàu được hoạt động như tàu huấn luyện cùng Trường Sonar Hạm đội tại San Diego, rồi chuyển đến hoạt động huấn luyện tại Portland, Oregon từ năm 1958.
Gilligan được cho xuất biên chế lần sau cùng tại Astoria, Oregon vào ngày 31 tháng 3, 1959, tiếp tục được đưa về Hạm đội Dự bị Thái Bình Dương, neo đậu tại Bremerton, Washington. Tên nó được cho rút khỏi danh sách Đăng bạ Hải quân vào ngày 1 tháng 3, 1972, và con tàu bị bán để tháo dỡ vào ngày 20 tháng 11, 1973.

## Phần thưởng
Gilligan được tặng thưởng một Ngôi sao Chiến trận do thành tích phục vụ trong Thế Chiến II.
|             |  |  |
| Bronze star |  |  |

| Dãi băng Hoạt động Tác chiến (truy tặng)                                | Dãi băng Hoạt động Tác chiến (truy tặng) | Huân chương Chiến dịch Hoa Kỳ        | Huân chương Chiến dịch Hoa Kỳ         |
| Huân chương Chiến dịch Châu Á-Thái Bình Dương với 1 Ngôi sao Chiến trận | Huân chương Chiến thắng Thế Chiến II     | Huân chương Chiến thắng Thế Chiến II | Huân chương Phục vụ Phòng vệ Quốc gia |